# Saszo Janew
Saszo Janew (mac.: Сашо Јанев; ur. 5 września 1970) – macedoński piłkarz występujący na pozycji obrońcy.

## Kariera klubowa
Jako zawodnik Wardaru, w sezonie 1998/1999 Janew występował w pierwszej lidze macedońskiej. W 1999 roku przeszedł do ekwadorskiego zespołu Emelec. W sezonie 1999 rozegrał w jego barwach 6 spotkań w Copa Libertadores. W 2000 roku wrócił do Wardaru, z którym w sezonie 2000/2001 wywalczył wicemistrzostwo Macedonii.
Na początku 2002 roku Janew przeszedł do drugoligowego Hutnika Kraków. W rundzie wiosennej sezonu 2001/2002 wystąpił w dwóch ligowych meczach. Następnie wrócił do Wardaru, a w sezonie 2002/2003 zdobył z nim mistrzostwo Macedonii. Wówczas też odszedł z klubu, a w kolejnych sezonach występował w pierwszoligowych drużynach FK Rabotniczki, Shkëndija Tetowo oraz Cementarnica. Grał też w albańskim Bilisht Sport, gdzie w 2009 roku zakończył karierę.

## Kariera reprezentacyjna
W reprezentacji Macedonii Janew zadebiutował 30 grudnia 2001 w przegranym 0:2 towarzyskim meczu z Omanem. W latach 2001–2002  w drużynie narodowej rozegrał 4 spotkania.